# Marwaris

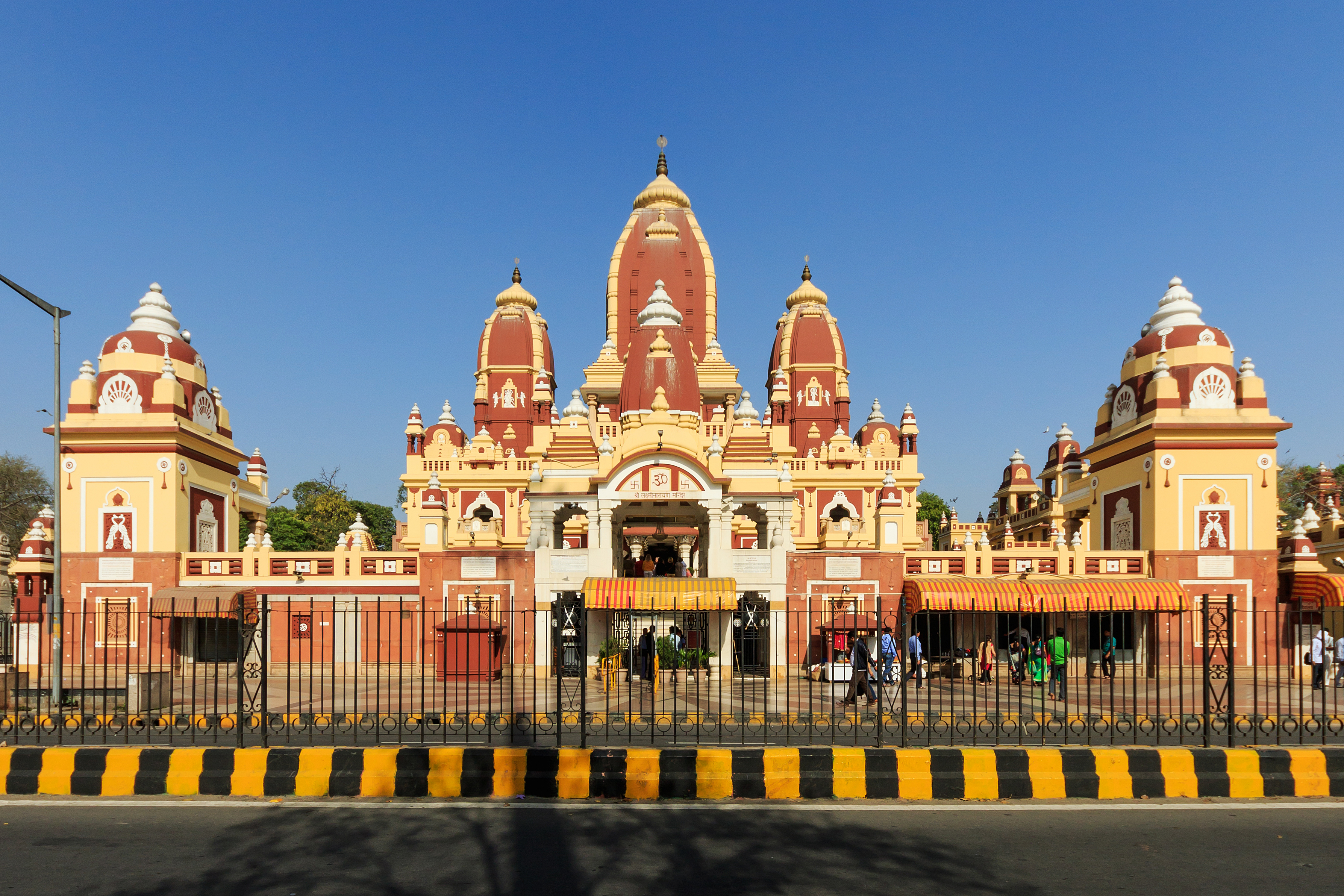
Birla Mandir, Nueva Delhi construyó por el Birla familia en 1939

Los Marwaris o Marwadis son un grupo etno-lingüístico de Asia del Sur originarios de la región de Marwar en el Rayastán indio y que se encuentran en Nepal e India. Su lengua, también llamada marwari, se incluye en el grupo de lenguas del Rayastán, que forma parte del área occidental de las lenguas indoarias. Los marwari conforman una próspera comunidad dedicada al comercio, primero como comerciantes en el interior durante los Reinos Rajput y durante el Raj británico y posteriormente, tras la independencia de la India, como inversores en el sector de la producción industrial y otros sectores. En la actualidad, la cuarta parte de los mil millonarios de India son marwaris y controlan muchos de los principales grupos de medios de comunicación del país. A pesar de que se encuentran en todas las regiones de India, históricamente se han concentrado en Calcuta y en el interior de las regiones de India central y oriental.

## Etimología
El término marwadi se identificaba en el pasado con el área abarcada por el antiguo principado de Marwar, también conocido como la región de Jodhpur, en el suroeste del Rayastán de la India. Hay dos teorías sobre el origen del nombre. Una considera que "Marwar" se deriva de la palabra sánscrita "Maruwat", siendo "desierto" el significado de "maru". La otra estima que la palabra "Marwar" está formada por "Mar", forma alternativa del nombre "Jaisalmer", y por "War" que vendría de "Mewar". Posteriormente, el término evolucionó hasta ser utilizado para identificar a un pueblo del Rayastán en general pero es especialmente utilizado para referirse a ciertos jatis propios de la categoría étnica de los Bania. Esas comunidades, cuya ocupación tradicional ha sido la de comerciantes, incluyen a los Barnwales, los Agarwales, los Khandelwales, los Maheshwaris y los Oswales.
Dwijendra Tripathi estima que el término Marwari era probablemente utilizado por los comerciantes solo cuando se encontraban fuera de su región originaria; es decir, solo se utilizaba por la diáspora.

## Lengua
El marwari (o marrubhasha, como se refieren a él los marwaris) es el idioma tradicional e histórico de la etnia marwari. La lengua marwari está estrechamente relacionada con el idioma rayastaní. Este último evolucionado a partir del antiguo gujarati (también conocido como rayastaní occidental antiguo, Gujjar Bhakha o Maru-Gurjar), la lengua hablada por los pueblos de Guyarat y Rayastán. 
El idioma marwari comparte una semejanza léxica con el hindi de alrededor del 50% o 65%. De hecho, los marwari han destacado como mecenas de la literatura hindi en el curso de los últimos 150 años.

## Historia

### Orígenes tempranos

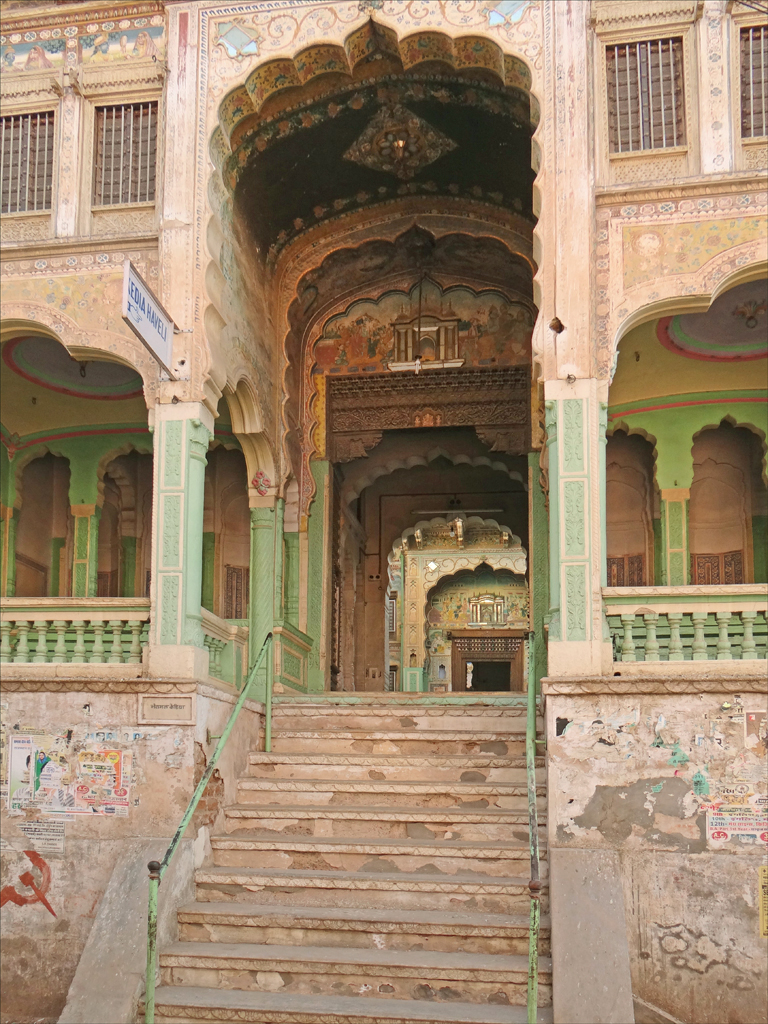
Havelí de la Familia Kedia (Fatehpur, Shekhawati, Rayastán)

Los comerciantes marwaris han tenido históricamente costumbres migratorias y se dice que están más ampliamente presentes en todo el país que otras comunidades de comerciantes como los Parsis y los Jainitas.  Entre las posibles causas de este rasgo cabría incluir la proximidad de su territorio a la importante ruta comercial Ganges-Yamuna, los desplazamientos para huir de las hambrunas y el apoyo ofrecido por los poderosos gobernantes del norte de la India, quienes vieron importantes ventajas en sus habilidades bancarias y financieras.
Durante siglos, las hambrunas condujeron a muchos marwaris fuera del Rayastán, llevando a muchos de ellos a establecerse como prestamistas en las regiones circundantes y a construir redes comerciales de cereales, arroz y semillas oleaginosas. También se cree que la política fiscal de los Reinos del Rajput creó las condiciones ideales para la aparición de un capital comercial. Los marwaris actuaron como prestamistas de los Reinos Rajput en sus guerras contra otros Rajputs y para los suntuosos gastos de sus cortes reales. De hecho, fue la disminución de las guerras entre los Rajputs lo que provocó un éxodo de prestamistas marwaris buscando nuevas empresas que financiar.
También actuaron como banqueros de los mogoles, con el nombre de Jagat Seth que, de hecho, es un título que significa "banquero del mundo".

### El Raj británico
Después del declive de la autoridad de los mogoles en Bengala, los comerciantes emigraron buscando el creciente poder británico en Calcuta y durante el siglo XIX continuaron extendiéndose a áreas bajo control británico, estableciéndose como sahukars (prestamistas) y como intermediarios comerciales en India Central y Mahashtra . La migración de estos comerciantes se aceleró en la segunda mitad del siglo XIX, lo que llevó a su creciente impopularidad y a actos de violencia colectiva contra ellos.
Se considera que las empresas familiares de los marwari dependieron de su colaboración con los británicos hasta, al menos, la Primera Guerra Mundial.
- 1901 - Primera utilización del término "Marwaris" como una clasificación etnográfica en el censo de 1901.
- 1911 - Se dice que los marwaris poseen el 60% de las participaciones en molinos de yute gestionados por empresas extranjeras.
- Un número considerable de grupos empresariales marwaris hicieron su fortuna en mercados especulativos durante el siglo XIX y la primera parte del XX.
- Miembros destacados de la comunidad marwari fueron, al mismo tiempo, de los primeros donantes del Congreso Nacional Indio y lealistas públicos al régimen británico.
- 1927 - Birla adquiere el Hindustan Times para publicitar las políticas del Congreso.[13]

### India independiente
- Después de las Guerras Mundiales, marwaris como Birlas, Dalmias y Keshoram Poddar invirtieron el capital acumulado en nuevas industrias.
- 1956 - La Federación pan-India Marwari (All-Indian Marwari Federation) se opone a la organización lingüística de los Estados aunque adquiere diarios en lenguas regionales en Maharashtra, Tamil Nadu y Andhra.[14]
- 1971 - El idioma marwari deja de estar clasificado como un dialecto del idioma rayastaní y pasa a ser tratado como una lengua madre del grupo del hindi.

### Periodo liberalizador (tras las reformas de 1991)
- A pesar de los temores a los que tuvieron que hacer frente algunas familias industriales marwaris bien establecidas a raíz de las reformas económicas de 1991, lo cierto es que, con carácter general, han sobrevivido y prosperado. Aun así, y con carácter general, el control ejercido por la comunidad marwari sobre la economía india ha declinado de un máximo del 24% en 1990 al 2% alrededor del año 2000.[15]
- La modernización de la comunidad se ha acelerado. Actualmente  hay muchos marwaris trabajando para la Administración y ejerciendo otras profesiones y otros muchos se casan con otras personas que no pertenecen a su comunidad.

## Cultura
Los marwaris son conocidos por sus sólidos lazos de solidaridad social, "indisolubles aún bajo el impacto de los disolventes regionales más fuertes" .  Son conocidos por mantener una identidad distinta de la de aquellas personas con las que conviven, a pesar de que normalmente hablan las lenguas locales con fluidez.También mantienen fuertes conexiones con su lugar de origen.
Muchos marwaris consideran peyorativo el término "marwari" y prefieren identificarse por su sub-casta.
Una de las razones que se apuntan para explicar el éxito empresarial de la comunidad marwari es su capacidad para controlar la liquidez de sus empresas.